# Ножар (Бичакџија)
Ножар или бичакџија је занатлија који се бави израдом и украшавањем ножева. Реч бичакџија је турског порекла и основа речи је бичак, што значи нож. Посао бичакџије припадао је ковачком еснафу. Посао су делили тако што су бичакџије израђивали разне врсте сечива, док су корице, ако су биле од метала израђивали кујунџије. Сечива су била челична и испуњена сребром, а понекад и златним цветним мотивима. Ножеви поред тога што су коришћени у борбама, били су и саставни део ношње одраслих мушкараца.

#### Врсте ножева
Постојало је неколико врста ножева:
- наџаци
- мали ножеви
- јатагани
- ханџари
- олучњак